# Rhodnius
Genre
Rhodnius est un genre d'insectes hétéroptères (punaises) appartenant à la sous-famille des Triatominae, important vecteur de la maladie de Chagas.

## Liste des espèces
- Rhodnius brethesi Matta, 1919 (Tc)
- Rhodnius colombiensis Moreno Mejía, Galvão & Jurberg, 1999.
- Rhodnius dalessandroi Carcavallo & Barreto, 1976
- Rhodnius domesticus Neiva & Pinto, 1923 (Tc)
- Rhodnius ecuadoriensis Lent & León, 1958 (Tc)
- Rhodnius milesi Carcavallo, Rocha, Galvão, Jurberg (in: Valente et al., 2001)
- Rhodnius nasutus Stal, 1859 (Tc)
- Rhodnius neglectus Lent, 1954 (Tc)
- Rhodnius neivai Lent, 1953
- Rhodnius pallescens Barber, 1932 (Tc) (principal vecteur à Panama).
- Rhodnius paraensis Sherlock, Guitton & Miles, 1977 (Tc)
- Rhodnius pictipes Stal, 1872 (Tc)
- Rhodnius prolixus Stal, 1859 (Tc) (principal vecteur en Colombie, Venezuela, Guatemala, Honduras et certaines parties du Nicaragua et d'El Salvador).
- Rhodnius robustus Larrousse, 1927 (Tc)
- Rhodnius stali Lent, Jurberg & Galvão, 1993 (Tc)

(Tc) indique une association avec Trypanosoma cruzi